# Gallito Ramírez
Gallito Ramírez es una telenovela colombiana producida por Caracol Televisión y emitida por la Cadena Uno entre 1986 y 1987.
Estuvo protagonizada por Carlos Vives y Margarita Rosa de Francisco, con la participación antagónica de Bruno Díaz. Contó con la dirección de Julio César Luna y los libretos de Martha Bossio de Martínez.
La telenovela se basó en una historia de David Sánchez Juliao llamada «El Flecha».

## Sinopsis
Javier, más conocido como "Gallito" Ramírez, es un muchacho de pueblo que sueña con ser boxeador. Gallito está enamorado de Carmenza Lavalle "La Niña Mencha", una caprichosa y pícara aunque dulce muchacha, hija de una prestante familia de Cartagena, quien también lo quiere, pero no desea que él siga en el boxeo. "Gallito" ha estado enamorado siempre de su "Niña Mencha", pero también quiere a Diana Portete, una joven que es de la misma clase social que él. La familia de "Niña Mencha" es adinerada y en la que Gallito no tiene lugar, aunque por nacimiento siempre le ha correspondido.
Al mismo tiempo, debe luchar para convertirse en Boxeador, para lo cual contará con la ayuda del veterano entrenador "Cigarrito" Páez y se enfrentará a su mayor rival, "Fercho" Durango, malcriado y envidioso hijo del inspector de Policía, que envidia todo lo que "Gallito" posee, pero con el tiempo termina reconciliándose con él, tras la muerte de su padre.

## Elenco
| Actor/Actriz                | Personaje                                     | Descripción |
| --------------------------- | --------------------------------------------- | ----------- |
| Carlos Vives                | Javier "Gallito" Ramírez                      |             |
| Margarita Rosa de Francisco | Carmenza Juliette "Niña Mencha" Lavalle Borda |             |
| Margalida Castro            | Sussy Borda de Lavalle                        |             |
| Fernando San Miguel         | Parcifal / Pancracio Henao                    |             |
| Bruno Díaz                  | Fercho Durango                                |             |
| Adelaida Nieto              | Diana Portete                                 |             |
| Felipe Solano               | Enrique Lavalle                               |             |
| Luis Fernando Ardila        | Ramón Junior "Papi" Juliao                    |             |
| Luis Fernando Orozco        | Cigarrito Páez                                |             |
| Margoth Velásquez           | Tulia Ramírez                                 |             |
| Víctor Cifuentes            | Inspector Alfredo Durango                     |             |
| Miguel Varoni               | Alejo Vargas / Arturo Sanclemente             |             |
| Stella Rivero               | Anita Ramírez                                 |             |
| Victor Hugo Ruiz            | Enrique 'el Kike' Lavalle                     |             |
| Marcela Agudelo             | Leslie Restrepo                               |             |
| Norma Pinzón                | Leda Visconti                                 |             |
| Samara de Córdova           | Olivia Serge de Juliao                        |             |
| Jimmy Bernal                | Matt Terril                                   |             |
| Guillermo Gálvez            | Arturo Sanclemente                            |             |
| Yuldor Gutiérrez            | Andrés Mercado                                |             |
| Álvaro Lemmon               | El Capi Tuirán                                |             |
| Inés Mejía                  | Yolanda Restrepo                              |             |
| Lisandro Meza               | Él mismo                                      |             |
| Fanny Muñoz                 | Dioselina                                     |             |
| Rey Vásquez                 | Pacho Bolillo                                 |             |
| Antonio Corrales            | Ramón H. Juliao                               |             |
| María Fernanda Martínez     | Lili Miranda                                  |             |
| Leda Zawady Leal            | La prima Swat Lavalle                         |             |
| Irma Cristancho             |                                               |             |
| Mara Echeverry              |                                               |             |
| Luces Velásquez             | monja                                         |             |
| Hernando "el Chato" Latorre | taxista                                       |             |

## Premios y nominaciones

### Premios India Catalina
| Año  | Categoría                                       | Nominado(a)                 | Resultado |
| ---- | ----------------------------------------------- | --------------------------- | --------- |
| 1987 | Mejor telenovela                                | Mejor telenovela            | Ganadora  |
| 1987 | Mejor actriz de reparto de telenovela           | Margalida Castro            | Ganadora  |
| 1987 | Mejor actor de reparto de telenovela            | Bruno Díaz                  | Ganador   |
| 1987 | Revelación del año                              | Margarita Rosa de Francisco | Ganadora  |
| 1987 | Mejor director de telenovela                    | Julio César Luna            | Ganador   |
| 1987 | Mejor historia y libreto original de telenovela | Martha Bossio de Martínez   | Ganadora  |
| 1987 | Mejor ambientación de telenovela                | María Mercedes Isaac        | Ganadora  |

### Premios Simón Bolívar
| Año  | Categoría                 | Nominado(a)                 | Resultado |
| ---- | ------------------------- | --------------------------- | --------- |
| 1988 | Mejor dramatizado         | Mejor dramatizado           | Ganador   |
| 1988 | Mejor revelación femenina | Margarita Rosa de Francisco | Ganadora  |
| 1988 | Mejor libreto adaptado    | Martha Bossio de Martínez   | Ganadora  |

### Premios Telesemana
| Año  | Categoría                               | Nominado(a)                 | Resultado |
| ---- | --------------------------------------- | --------------------------- | --------- |
| 1987 | Mejor actriz de reparto                 | Margalida Castro            | Ganadora  |
| 1987 | Mejor actor de reparto                  | Bruno Díaz                  | Ganador   |
| 1987 | Mejor actriz o actor revelación del año | Margarita Rosa de Francisco | Ganadora  |

## Polémicas y derivados
La novela ganó notoriedad por el noviazgo en la vida real de sus protagonistas, Carlos Vives y Margarita Rosa de Francisco, quienes finalmente se casaron en agosto de 1988.
Una diferencia de opinión entre los libretistas y el director con la programadora, provocaron la renuncia de estos, por lo que el capítulo final (Emitido el 6 de marzo de 1987) tuvo críticas negativas al ser considerado apresurado y en contra de lo que muchos esperaban de él. Esto no impidió que en julio de 1987 debutara un spin off titulado "Fercho y Compañia", protagonizado por Bruno Diaz, Luis Fernando Ardila y Constanza Duque. Este salió del aire en agosto de 1989.

## DVD
- En 2009, Caracol Televisión y CD Systems de Colombia lanzaron al mercado colombiano la colección de 10 DVD de esta telenovela.